# Myriopholis narirostris
Myriopholis narirostris là một loài rắn trong họ Leptotyphlopidae. Loài này được Peters mô tả khoa học đầu tiên năm 1867.